# Riga FC
Riga Football Club, sau Riga FC, este un club profesionist de fotbal cu sediul în Riga, Letonia.

## Istoric
Riga Football Club a fost înființat în aprilie 2014. Lotul de jucători s-a format în 2015 în urma unificării loturilor de jucători ale cluburilor FC Caramba și FC Dinamo, ambele cu sediul în Riga. În același an, noul club participă sub numele de FC Caramba/Dinamo la jocurile din liga a doua letonă, în locul Lui FC Caramba care tocmai promovase. În liga a doua se clasează pe primul loc, obținând promovarea. Din 2016, clubul joacă în prima ligă sub numele de Riga Football Club.

## Rezultate în ligă și cupă
| Sezon | Ligă | Ligă | Ligă | Ligă | Ligă | Ligă | Ligă | Ligă | Ligă | Cupa                  |
| ----- | ---- | ---- | ---- | ---- | ---- | ---- | ---- | ---- | ---- | --------------------- |
| Sezon | Div  | Poz  | M    | V    | E    | Î    | GM   | GP   | P    | Cupa                  |
| 2015  | II   | 1    | 30   | 27   | 3    | 0    | 142  | 14   | 84   | turul III             |
| 2016  | I    | 5    | 28   | 8    | 12   | 8    | 28   | 24   | 36   | optimi de finală      |
| 2017  | I    | 3    | 24   | 10   | 7    | 7    | 28   | 20   | 37   | finalistă / finalistă |
| 2018  | I    | 1    | 28   | 20   | 4    | 4    | 45   | 16   | 64   | câștigătoare          |

## Meciuri în cupele europene
| Sezon     | Competiția         | Etapa         | Adversar   | Turul I | Turul II |
| --------- | ------------------ | ------------- | ---------- | ------- | -------- |
| 2018-2019 | UEFA Europa League | calificări Q1 | CSKA Sofia | 0 – 1   | 1 – 0    |
| 2019-2020 | Liga Campionilor   | calificări Q1 | Dundalk FC | –       | –        |